# Parcours

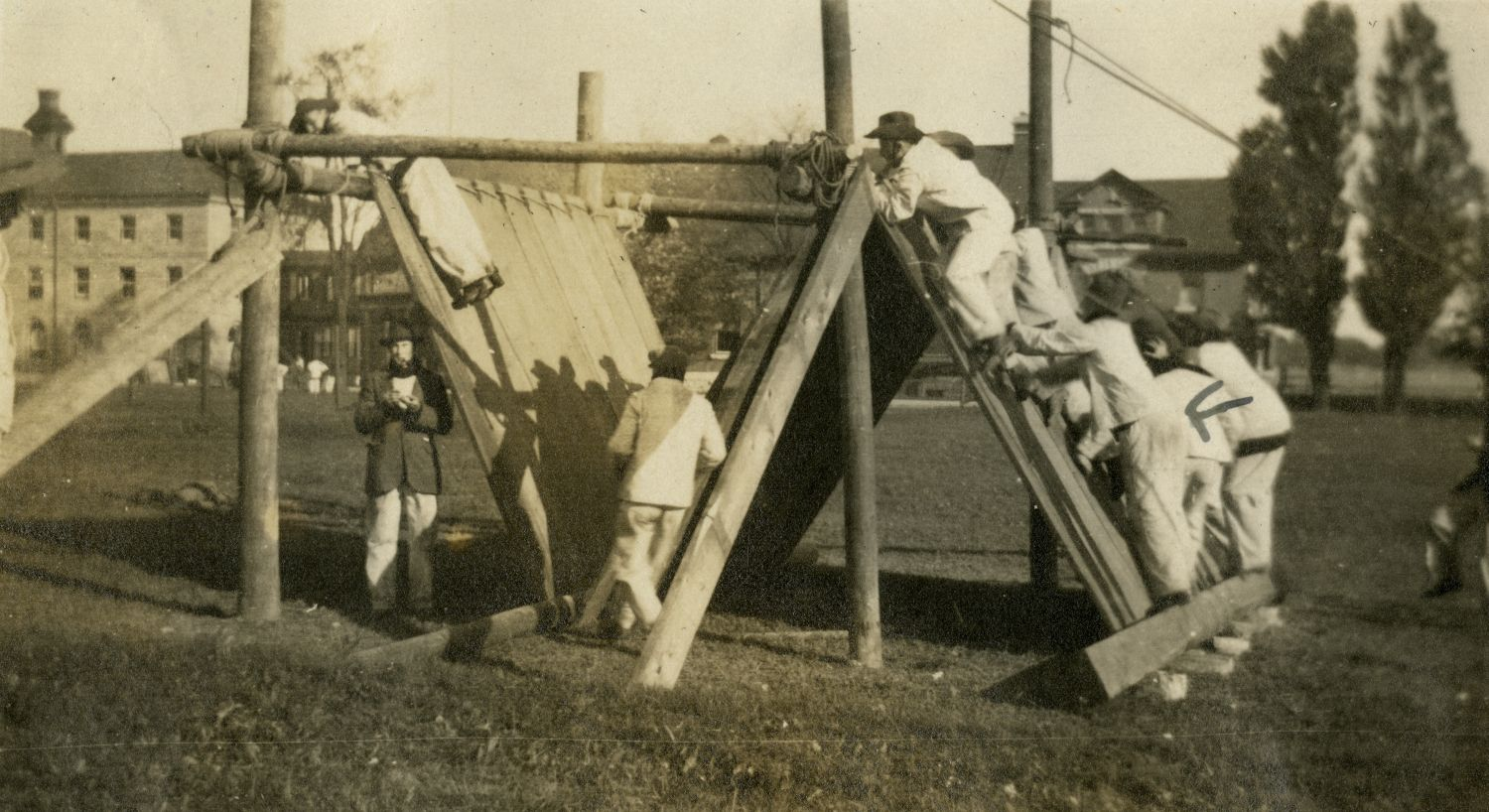
Hindernis auf einem kanadischen Trainingsparcours 1917.

Als Parcours (IPA: [paʁˈkuːɐ̯], anhörenⓘ; von französisch: parcourir: ablaufen, durchlaufen) bezeichnet man allgemein eine Strecke mit vorbereiteten Hindernissen.

## Menschen
Ausbildung und Wettkampf

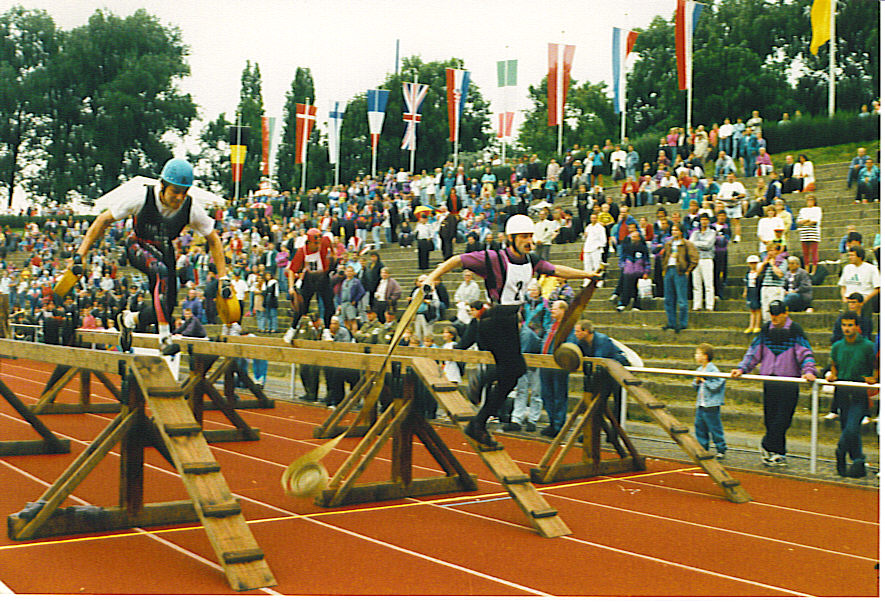
Feuerwehrsportwettkämpfe 1993 in Berlin, Disziplin 100-Meter-Hindernislauf

Traditionell besitzt der Parcours im militärischen Ausbildungsbetrieb große Bedeutung, da er natürliche und künstliche Hindernisse im Kampfgeschehen wie Gräben und Dickichte als auch Barrikaden oder Sperren (Stacheldraht) und Trümmerfelder simulieren kann. Zudem wird er dabei zur individuellen körperlichen Ertüchtigung genutzt. Auch im nicht-militärischen Einsatzbereich (Polizei, Feuerwehr) kann der Parcours zur Ausbildung mit dem Ziel der Bewältigung spezifischer Unfall- oder Gefahrensituationen genutzt werden.
Dies wird dann auch in Wettkämpfe derart geübter Formationen übertragen wie in den X. Internationalen Feuerwehrsportwettkämpfen 1993.
Verschiedene sportliche, auch olympische Disziplinen (100-Meter-Hindernislauf) bilden über eine festgesetzte Distanz mit einer zu überwindenden Aufreihung von Hindernissen im Training und als Wettkampf eine Art Parcours. Auch allgemein als „Hindernislauf“ betrieben.
Traditionelle Bogenschützen üben den Sport des 3D-Bogenschießens auf einem Bogenparcours aus. Dies ist ein Rundweg durch naturbelassenes Gelände, neben dem Tierfiguren als Ziele aufgestellt sind.
(Sport-)Wissenschaften

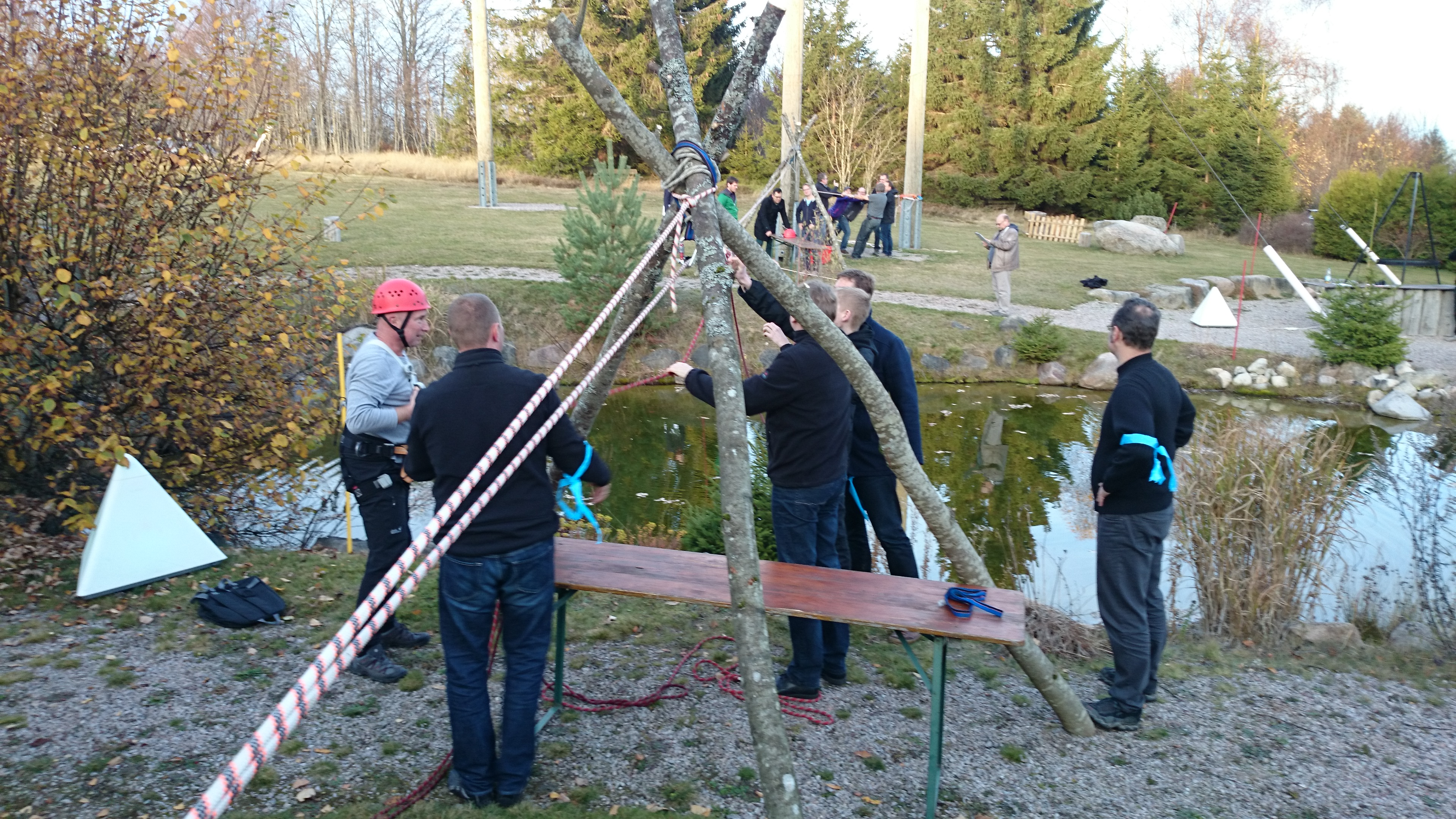
Outdoor-Aktion Gewässerüberquerung im Trainingszentrum

Der Parcours findet schließlich auch als wissenschaftliches Testinstrument für die Diagnostik bestimmter menschlicher Leistungskomponenten Verwendung (vgl. Wiener Koordinationsparcours).
Teamweiterbildung (Unternehmen)
Im Zusammenhang der Teambildung bzw. Teamweiterbildung, insbesondere im Unternehmensbereich, wird als Ergänzung in Seminaren zur Schulung von Kommunikations- und Verhaltensfähigkeiten auch ein Outdoor-Training mit Parcours durchgeführt, damit im (Büro-)Alltag wenig geforderte Qualifikationen einzelner Mitglieder entdeckt und in den Gruppenprozess einbezogen werden können.

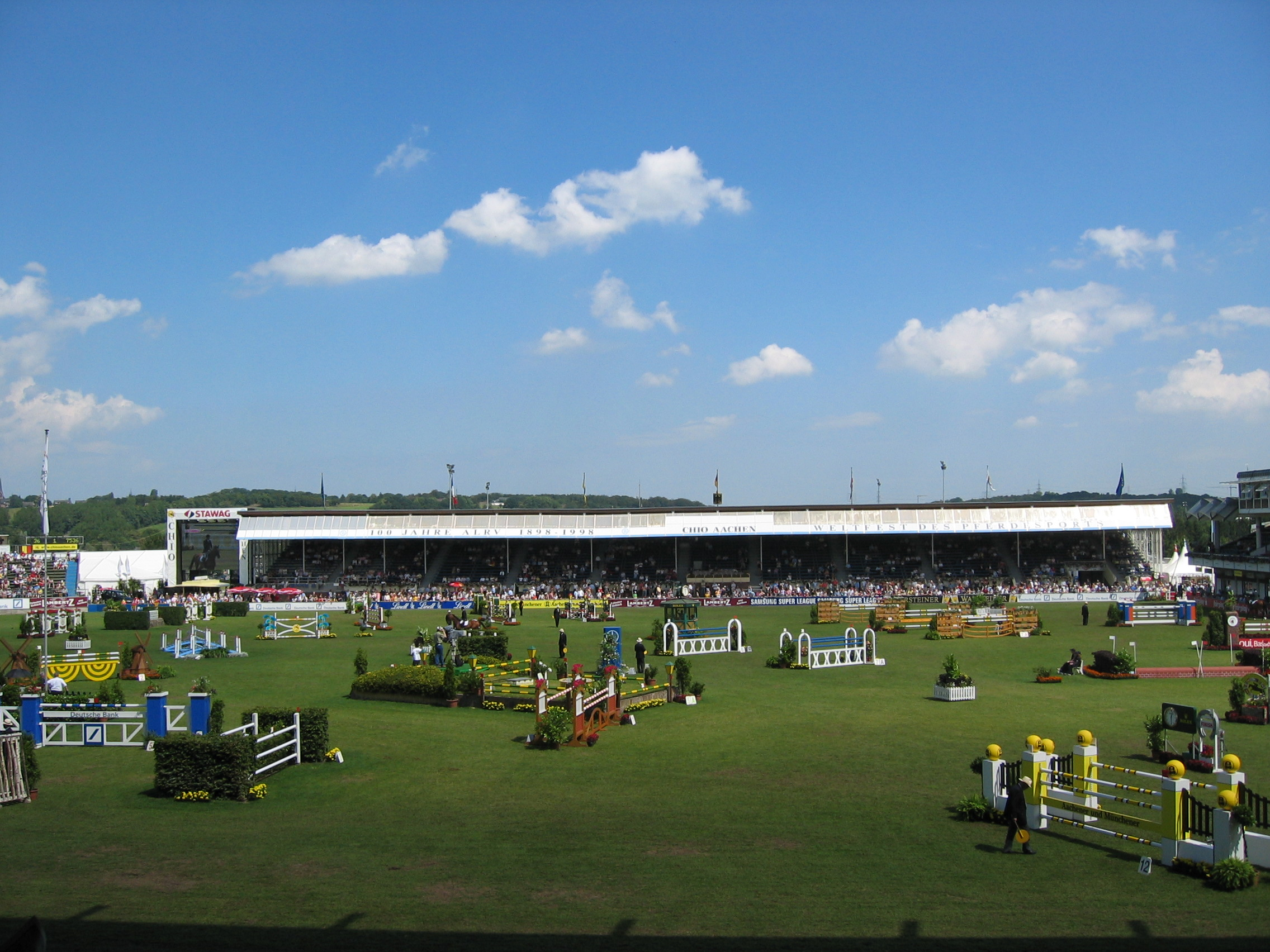
Reitsport-Parcours

## Pferdesport
Bei Springprüfungen wird die Abfolge der Hindernisse auf einem abgegrenzten Gelände oder in einer Halle als Parcours bezeichnet, – als Abgrenzung zu den Geländesprüngen beim Vielseitigkeitsreiten einerseits und einzelnen Sprüngen oder Sprungfolgen im Training andererseits. Bei einem Parcours variieren die Anzahl, Höhe und Weite der Hindernisse sowie die Schwierigkeit in der Linienführung und den Distanzen je nach der Klasse der Prüfung. Die Hindernisse müssen von den einzelnen Reiter-Pferd-Paaren in einer festgelegten Reihenfolge überwunden werden. Vor jeder Prüfung kann der Parcours besichtigt werden, um sich die Reihenfolge der Sprünge einzuprägen und die Distanzen zwischen den Sprüngen abzuschreiten.

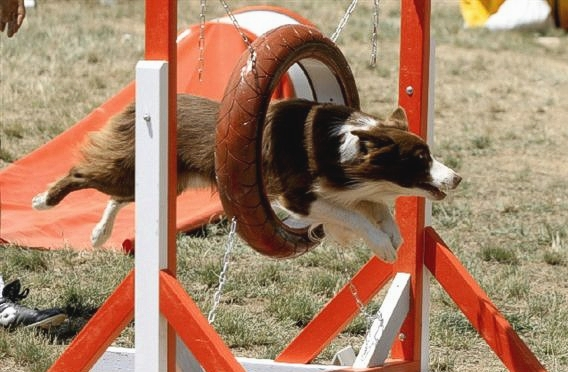
Hundeparcours (Teilabschnitt)

## Hunde
Eine gleichbedeutende Verwendung des Begriffs ist im Hundesport beim Agility üblich. Wie im Reitsport variiert die Schwierigkeit bei verschiedenen Prüfungsklassen, die Reihenfolge der Hindernisse ist vorgegeben, und vor der Bewältigung des Parcours in der Prüfung wird eine Besichtigung durch die startenden Hundeführer vorgenommen.

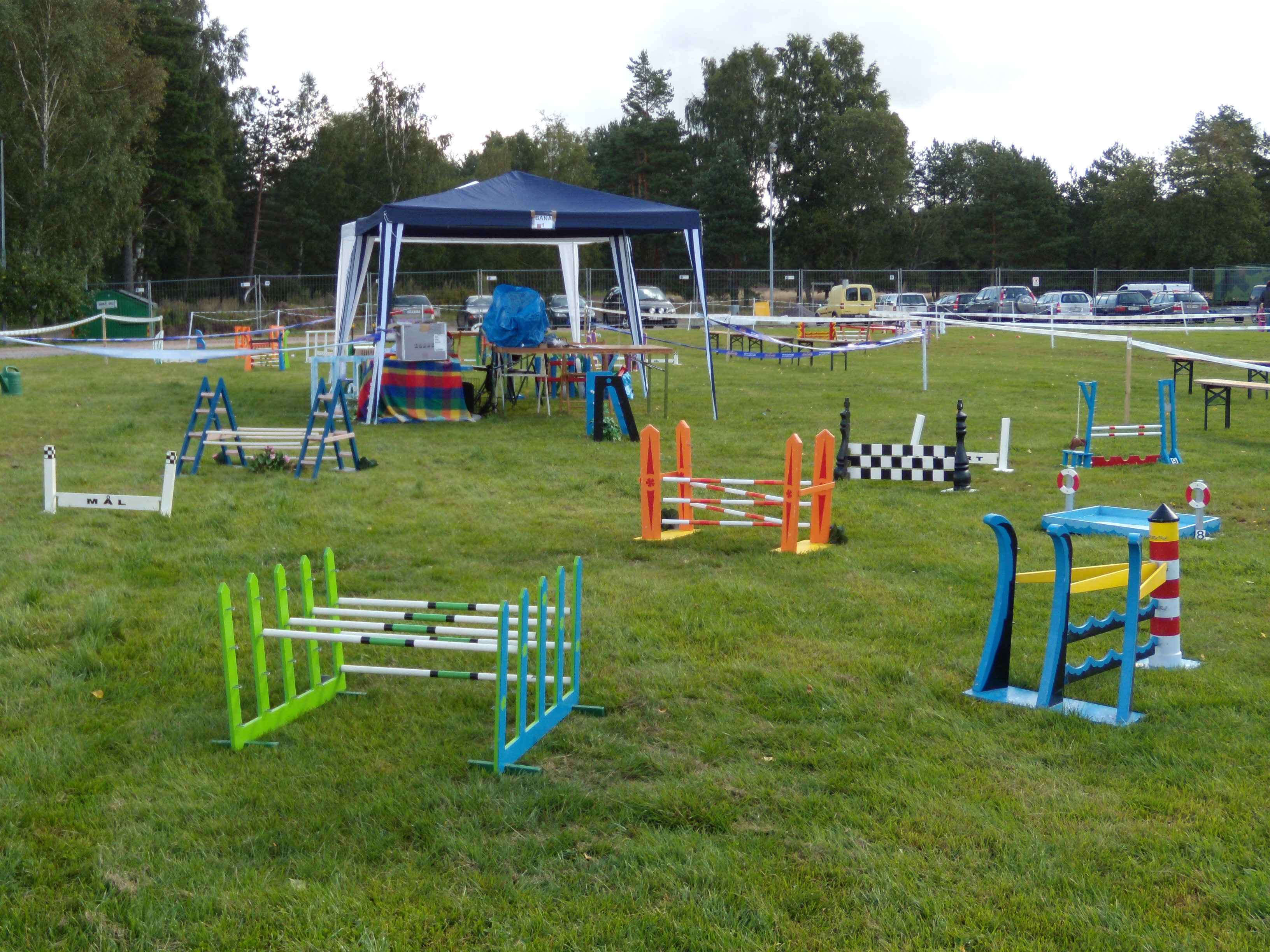
Kaninchenparcours

## Kaninchen
Beim Kaninhop sind die Hindernisse bedeutend kleiner als im Pferde- oder Hundesport. Die Kaninchen werden meist an einer Leine durch die Bahn geführt. Das Tier, das seine Strecke in der kürzesten Zeit bei geringster Anzahl Fehler bewältigt, ist der Sieger. Als Fehler gelten das Reißen einer Querlatte oder drei leichte Korrekturen durch den Kaninchenhalter.